# Big Chimney (Virginia Occidental)
Big Chimney es un lugar designado por el censo ubicado en el condado de Kanawha en el estado estadounidense de Virginia Occidental. En el censo de 2010 tenía una población de 627 habitantes y una densidad poblacional de 117,57 personas por km².

## Geografía
Big Chimney se encuentra ubicado en las coordenadas 38°24′38″N 81°31′39″O / 38.41056, -81.52750. Según la Oficina del Censo de los Estados Unidos, Big Chimney tiene una superficie total de 5,33 km², de la cual 5,19 km² corresponden a tierra firme y (2,72%) 0,15 km² es agua.

## Demografía
Según el censo de 2010, había 627 personas residiendo en Big Chimney. La densidad de población era de 117,57 hab./km². De los 627 habitantes, Big Chimney estaba compuesto por el 98.25% blancos, el 0% eran afroamericanos, el 0% eran amerindios, el 0,32% eran asiáticos, el 0% eran isleños del Pacífico, el 0,48% eran de otras razas y el 0,96% pertenecían a dos o más razas. Del total de la población el 0,16% eran hispanos o latinos de cualquier raza.